# Pony (sang af Ginuwine)
"Pony" er debutsinglen fra den amerikanske sanger Ginuwine, sangen er udgivet som single fra hans første album, Ginuwine... The Bachelor i 1996. Ginuwine skrev sangen sammen med Swing Mob-medlemmerne Static Major og Timbaland; sidstnævnte er også producer. "Pony" var Timbalands gennembrud som producer. 

## Indhold
Timbalands produktion var enestående i datidens R&B-udgivelser: "Pony"s instrumentering har et start-stop-rytmemønster, der ligner tromme- og basmusik, en bassline og melodi laver af vocoder og en tegneserie- slide-whistle. Sammen med sit samtidige arbejde for Aaliyahs One in a Million LP, "Pony" og Ginuwine... The Bachelor markerede Timbaland som en succesrig R&B -producer.  Sangen spilles i filmen Booty Call fra 1997,  men den er ikke på soundtracket. Sangen havde en stor genopstandelse efter at blevet brugt i stripperfilmhittet Magic Mike fra 2010 og dens efterfølger i 2015, Magic Mike XXL .   Den 2. november 2019 blev sangen spillet i sketchen "Hungry Jury" på satireprogrammet Saturday Night Live. 

## Kommerciel præstation
Sangen toppede som nummer et på Billboard Hot R & B/Hip-Hop Songs chart i to uger fra 16. november 1996 til 30. november 1996  og nåede op som nummer seks på Billboards Hot 100 den 23. november 1996. 

## Anmeldelser
Sangen modtog en A– karakter fra Matt Diehl for Entertainment Weekly, der sagde, at dens "uimodståelige funk-grooves looper over i en let vibe og forfører lytteren med en fløjlsagtig tenor og bablende synthesizer-krog".  Tony Farsides fra Music Weeks RM Dance Update r det til ratede den til fem ud af fem og valgte det som ugens melodi. Han bemærkede, at "ud fra den downtempo mani, der har domineret R&B i de seneste år, er det forfriskende at høre et solidt uptempo-track i stedet. [. . . ] Alt i alt et fantastisk nummer og forhåbentlig også et fortjent hit. "

## Musikvideo
Den officielle musikvideo til albumversionen af sangen blev instrueret af Michael Lucero.  Musikvideoen til remixversionen af sangen blev instrueret af Christopher Erskin. Videoen ser Ginuwine og hans crew, der går ind i en westernbar som fremmede i byen og gradvist får får tillid af de andre cowboys. Videoen blev indspillet i salooen Cowboy Palace i Chatsworth, Californien.  En video til "Ride It" Mix blev også frigivet. Videoen er indspillet på en fabrik.

## Trackliste
- Europæisk CD maxi single

1. "Pony" - 5:25
2. "Pony" (Extended Mix) - 5:20
3. "Pony" (Ride It Mix) - 5:05
4. "Pony" (Mad Love Club Mix) - 4:32
5. "Pony" (Mad Love Beat Mix) - 4:29
6. "Pony" (Black Market Slowride Mix) - 4:31

- Amerikansk og australsk single

1. "Pony" - 5:25
2. "Pony" (Extended mix) - 5:20
3. "Pony" (Instrumental) - 5:18
4. "Pony" (A Cappella) - 3:48

## Cover-version
I 2008 lavede det californiske rockband Far en rock-coverversion af sangen under pseudonymet 'Hot Little Pony' i forbindelse med deres genforening samme år.  Coveret opnåede stor popularitet på de største moderne rockradiostationer på vestkysten. 